# Metrogaleruca obscura
Metrogaleruca obscura es una especie de insecto coleóptero de la familia Chrysomelidae.
Fue descrita científicamente en 1775 por Degeer.